# كريستيان ويلهلم كارل إيفال
كريستيان ويلهلم كارل إيفال (بالألمانية: Carl von Ewald)‏ هو قاضي وسياسي ألماني، ولد في 18 يونيو 1852 في ألمانيا، وتوفي بنفس المكان في 1932.